# Pieter Bakker Schut

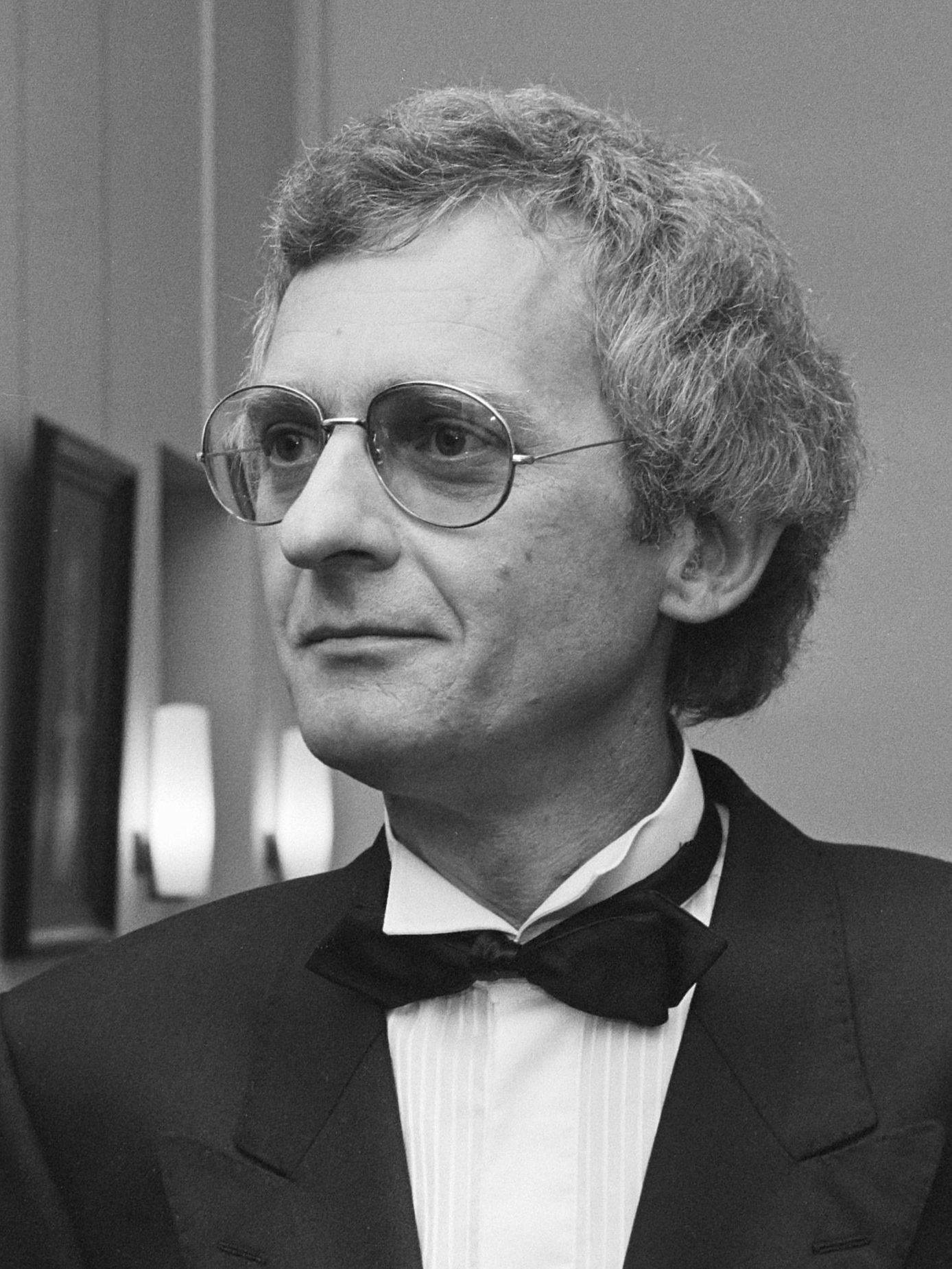
Pieter Herman Bakker Schut (1986)

Pieter Herman Bakker Schut (* 31. März 1941 in Haarlem; † 13. Oktober 2007 in Amsterdam) war ein niederländischer Rechtsanwalt.
Schut wurde vor allem als Strafverteidiger von Mitgliedern der Terrororganisation Rote Armee Fraktion bekannt. Er vertrat u. a. Ronald Augustin. Über diese Zeit legte er ein umfassendes in der Linken der 1990er viel diskutiertes Buch und eine Dokumentensammlung vor.

## Leben
Er war der Sohn des hohen niederländischen Beamten Frits Bakker Schut. Er legte 1959 sein Abitur am Ersten Freisinnig-Christlichen Lyzeum in Den Haag ab, studierte ein Jahr an der Wesleyan University und von 1960 bis 1965 Jura an der Universität Leiden. Danach war er im Wehrdienst beim militärischen Nachrichtendienst SMID in Harderwijk, wo er auch Russisch lernte, bevor er dann Anwalt in Amsterdam wurde. Nachdem er 1969 engagiert Studenten verteidigt hatte, die das Maagdenhuis besetzt hatten, bekam er Schwierigkeiten in seiner Kanzlei, in der er Praktikant war. Er wechselte in die Kanzlei Goudsmit unter Max Rood (1927–2001), der auch Hochschullehrer in Leiden und 1982 Innenminister war. Gleichzeitig wurde er in den Niederlanden als engagierter Fernsehmoderator in der Sendung Kort Gedingbekannt. Bakker Schut war in der Strafrechtsreform aktiv und Mitgründer des darin aktiven Vereins Coornhert Liga. Er entwarf Pläne für ein staatlich bezahltes sozialistisches Advokatenkollektiv und geriet damit auch in der Kanzlei von Rood in Konflikt: Man machte ihm klar, dass er damit nicht Partner werden konnte. Bakker Schut kündigte und ging an das Willem Pompe Institut der Universität Utrecht. Er war nun auf Strafrecht spezialisiert, obwohl das nach seinen eigenen Aussagen nicht seinen ursprünglichen Neigungen entsprach; er war ursprünglich an einer Karriere in Unternehmensrecht, Internationalem Recht und im diplomatischen Dienst interessiert gewesen. Er war aber nach negativen Erfahrungen, die er in den 1960er Jahren im niederländischen Strafrecht mit der Behandlung von Verdächtigen gemacht hatte, dort hängengeblieben.
Ein Wendepunkt in seiner Karriere war Anfang der 1970er Jahre die Verteidigung des Mitglieds der Roten Jugend Luciën van Hoesel, der aufgrund schwacher Beweise des Inlandsgeheimdiensts BVD angeklagt und inhaftiert war. Schut rief den Leiter des BVD in den Zeugenstand, um ihn über Versäumnisse seiner Behörde zu befragen. Obwohl dieser mit Hinweis auf sein Dienstgeheimnis die Aussage verweigerte, war Schut damit im Prozess erfolgreich und konnte Zweifel am Vorgehen des BVD streuen. Das war auch der Beginn seines Engagements in der Verteidigung von Linksextremen in der Bundesrepublik Deutschland, insbesondere den Prozessen gegen die RAF. In den 1970er Jahren war er lange Mitglied eines idealistischen Anwaltskollektivs und in den 1980er Jahren war er Sozialanwalt in Amsterdam, wo er Mitbegründer des Anwaltskollektivs am Nieuwezijds Voorburgwal war und für die Aktionsgruppe RaRa Rechtsbeistand leistete. 1994 gründete er mit seiner späteren Ehefrau Adèle van der Plas eine eigene Kanzlei BSVDP in der Prinsengracht, die auf Strafrecht spezialisiert war. Ein Schwerpunkt war die Verteidigung bei kriminellen Drogendelikten, so des Waffen- und Drogenhändlers Mink Kok (Mink K.). Seine Ehefrau Adèle van der Plas war Kommunistin und lernte ihn am Pompe-Institut in Utrecht kennen, an dem sie eine Dissertation über das Strafrecht in Kuba geschrieben hatte.
Schut promovierte 1986 am Willem Pompe Institut der Universität Utrecht bei A. A. G. Peters über den Stammheim-Prozess und habilitierte über dieses Thema 1997. Seine Dissertation (Politische Verteidigung in Strafsachen, erschienen 1986 im Neuen Malik Verlag) analysiert den RAF-Prozess im Rahmen des Begriffs politische Justiz von Otto Kirchheimer. Er war auch von Michel Foucault beeinflusst und seinem Macht/Wissen-Konzept. Zur Todesnacht von Stammheim hielt er daran fest, dass verschiedene Widersprüche in den Angaben der Behörden zum Suizid der Häftlinge nicht aufgeklärt seien. Hierzu ist mit seinem Namen die Theorie der Ermordung der Häftlinge durch den deutschen Staat verbunden: „de lange arm van het Bundeskriminalamt“. Schut wurde in Deutschland vor allem als Strafverteidiger von Mitgliedern der Roten Armee Fraktion bekannt.

## Strafverteidiger von Knut Folkerts
Der Spiegel schrieb 1977 über sein Plädoyer als Verteidiger von Knut Folkerts: „Bakker Schuts Strafverteidigung gipfelte in einem breiten Geschichtsabriß der Befreiungskämpfe von Mao bis zu Guinea-Bissau – und, natürlich, was das alles für die bundesdeutsche Wirklichkeit zu bedeuten habe. Der Rechtsanwalt, bewährt in zahlreichen Kampagnen gegen die von ihm sogenannte „Isolationsfolter“ und die sogenannte „Vernichtungshaft“ in der Bundesrepublik, ließ anderthalb Stunden lang die RAF-Gespenster los, sprach von Stammheim und Prinzing, von Mogadischu und Croissant. Von Knut Folkerts sprach er auch mal -- nach etwa 75 Minuten, und eher beiläufig. ‚Die einzige Frage‘ sei die, so Bakker Schut, wieweit die ihm zur Last gelegten Fakten Handlungen nach Kriegsrecht beinhalten‘.“

## Strafverteidiger von Karin Spaink
Ab 1995 vertrat er die niederländische Scientology-Kritikerin Karin Spaink in einem Verfahren, das bis zum Obsiegen durch alle Instanzen zehn Jahre lang andauerte.

## Nachrufe
Nach seinem Tod erschienen Nachrufe auf sein Leben in fast allen wichtigen  niederländischen Zeitungen, darunter Trouw, Vrij Nederland, De Telegraaf, Reformatorisch Dagblad, Nederlands Dagblad, Elsevier, De Volkskrant sowie Nieuws.nl.

## Schriften
- Pieter Bakker Schut: Politische Verteidigung in Strafsachen: Eine Fallstudie des von 1972–1977 geführten Strafverfahrens gegen Andreas Baader, Gudrun Ensslin, Ulrike Meinhof, Holger Meins und Jan Carl Raspe, Kiel: Neuer Malik Verlag 1986 (= Dissertation in Utrecht)
- Pieter Bakker Schut: Stammheim. Der Prozess gegen die Rote Armee Fraktion., Neuer Malik Verlag, Kiel 1986, ISBN 3-89029-010-8; als NA unter dem Titel: 20 Jahre Stammheim – Die notwendige Korrektur der herrschenden Meinung., Pahl-Rugenstein Verlag, Bonn 1997, ISBN 3-89144-247-5; 2. bearb. Aufl. 2007, ISBN 978-3-89144-247-0
- Pieter Bakker Schut, Dokumente (Stammheim) / Das Info. Briefe der Gefangenen aus der RAF 1973–1977, Malik Verlag 1987, ISBN 3-89029-019-1, (Online-Version als PDF-Datei)
- Pieter Bakker Schut u. a. (Hrsg.): Todesschüsse, Isolationshaft, Eingriffe ins Verteidigungsrecht, 4. Auflage, Berlin 1995
- Mitarbeit an: Michael Meissner, Frans Tooten (Hrsg.): Staatsschutz und Berufsverbote in der BRD. Attica-Verlag, Hamburg 1977, ISBN 3-88235-002-4